# 小山台
小山台（日语：／ Koyamadai */?）是東京都品川區的地名，設一丁目與二丁目。2013年8月1日為止的人口有6,137人。郵遞區號142-0061。

## 地理
位於品川區西北部。西北鄰目黑區目黑本町，北接目黑區下目黑，東連品川區西五反田，南與品川區小山之間以東急目黑線路廊為界。町內道路有禿坂通。主要為住宅區。二丁目北部為東京都立林試之森公園一部分。

## 歷史
1941年（昭和16年），戶越村字槍崎與道榮窪一部分成立「小山台」。1965年（昭和40年），西大崎四丁目一部分編入，為現行的小山台。

### 地名由來
此地為小山村北方的台地，因此名為小山台。

## 交通
町內沒有鐵路車站，可利用南方的東急目黑線武藏小山站，東部可利用不動前站。

## 設施
- 品川區立小山台小學校
- 東京都立林試之森公園

## 備註
1. ↑  .   [2013年8月7日]. （原始内容存档于2014年2月23日）.